# Indywidualne Mistrzostwa Szwecji na Żużlu 2002
Indywidualne Mistrzostwa Szwecji na Żużlu 2002 – cykl turniejów żużlowych, mających wyłonić najlepszych żużlowców szwedzkich. Tytuł wywalczył Tony Rickardsson (Masarna Avesta).

## Finał
- Eskilstuna, 17 sierpnia 2002

| Msc. | Zawodnik             | Klub                   | Pkt |             |  |
| ---- | -------------------- | ---------------------- | --- | ----------- |  |
| 1    | Niklas Klingberg     | Masarna Avesta         | 13  | (3,3,1,3,3) |  |
| 2    | Mikael Karlsson      | Valsarna Hagfors       | 12  | (2,1,3,3,3) |  |
| 3    | Peter Karlsson       | Kaparna Göteborg       | 11  | (3,2,1,3,2) |  |
| 4    | Freddie Eriksson     | Rospiggarna Hallstavik | 10  | (3,3,d,1,3) |  |
| 5    | Tony Rickardsson     | Masarna Avesta         | 10  | (3,1,3,2,1) |  |
| 6    | Niklas Karlsson      | Piraterna Motala       | 9   | (1,3,0,2,3) |  |
| 7    | Magnus Zetterström   | Örnarna Mariestad      | 8   | (0,3,2,1,2) |  |
| 8    | Henrik Gustafsson    | Indianerna Kumla       | 7   | (1,2,2,2,0) |  |
| 9    | Peter Nahlin         | Smederna Eskilstuna    | 6   | (2,0,3,0,1) |  |
| 10   | Antonio Lindbäck     | Masarna Avesta         | 6   | (1,2,0,3,0) |  |
| 11   | Peter I. Karlsson    | Valsarna Hagfors       | 6   | (d,0,2,2,2) |  |
| 12   | Fredrik Lindgren     | Indianerna Kumla       | 5   | (0,1,3,1,0) |  |
| 13   | Patrik Dybeck        | Gasarna Avesta         | 5   | (2,1,1,0,1) |  |
| 14   | Stefan Ekberg        | Piraterna Motala       | 5   | (2,0,1,w,2) |  |
| 15   | Stefan Andersson     | Luxo Stars Målilla     | 4   | (d,2,2,d,–) |  |
| 16   | rez. Kim Jansson     | Kaparna Göteborg       | 1   | (1)         |  |
| 17   | Daniel Andersson     | Smederna Eskilstuna    | 0   | (w,0,0,0,0) |  |
|      | rez. Robert Eriksson | Vikingarna Örebro      | ns  |             |  |